# Boris Gabrić
Boris Gabrić (Subotica, 13. rujna 1983.) je srbijanski hokejaš na ledu hrvatskog podrijetla. Igra u obrani, a trenutačno je član beogradskog Partizana. Državni je reprezentativac.

## Karijera
Rodio se u obitelji vojvođanskih Hrvata 1983. godine.
Hokejašku je karijeru počeo u subotičkom Spartaku. Seniorsku karijeru dočekao je u novosadskoj Vojvodini za koju je igrao od 2001. do 2006. godine. Zatim je prešao u beogradski Partizan gdje je igrao godinu dana, pa se opet vratio u Vojvodinu. Nakon godine dana ondje, 2008. se vratio u Partizan gdje igra i danas. Natjecao se u Hokejaškoj ligi Srbije i Slohokej ligi.
Za reprezentaciju Srbije i Crne Gore igrao je na svjetskom prvenstvu Divizije II 2004., 2005. i 2006. godine. 
Za reprezentaciju Srbije natječe se od 2007. godine. U objema je reprezentacijama ukupo odigrao 39 susreta u kojima je postigao 15 pogodaka i ostvario 23 asistencije.